# مسابقات قهرمانی کشتی آسیا ۲۰۲۰
کشتی قهرمانی آسیا ۲۰۲۰ سی و سومین دوره از رقابت‌های قهرمانی آسیا می‌باشد که از ۱۸ تا ۲۳ فوریه ۲۰۲۰ در دهلی نو، هند برگزار شد. چین، به دلیل شیوع گستردهٔ کووید-۱۹ در این کشور، از این رقابت‌ها کنار گذاشته‌شد. کره شمالی و ترکمنستان نیز به دلیل شرایط ناشی از شیوع نتوانستند در این رقابت‌ها شرکت کنند.

## جدول مدال‌ها
| رتبه            | کشور            | طلا | نقره | برنز | مجموع |
| --------------- | --------------- | --- | ---- | ---- | ----- |
| ۱               | ژاپن            | ۸   | ۴    | ۴    | ۱۶    |
| ۲               | ایران           | ۷   | ۳    | ۷    | ۱۷    |
| ۳               | هند             | ۵   | ۶    | ۹    | ۲۰    |
| ۴               | قزاقستان        | ۵   | ۲    | ۱۲   | ۱۹    |
| ۵               | قرقیزستان       | ۲   | ۳    | ۶    | ۱۱    |
| ۶               | ازبکستان        | ۲   | ۲    | ۶    | ۱۰    |
| ۷               | کرهٔ جنوبی       | ۱   | ۴    | ۱    | ۶     |
| ۸               | مغولستان        | ۰   | ۴    | ۴    | ۸     |
| ۹               | تاجیکستان       | ۰   | ۲    | ۲    | ۴     |
| ۱۰              | عراق            | ۰   | ۰    | ۱    | ۱     |
| مجموع (۱۰ کشور) | مجموع (۱۰ کشور) | ۳۰  | ۳۰   | ۵۲   | ۱۱۲   |

## رده‌بندی تیمی
| رتبه | آزاد مردان | آزاد مردان | فرنگی مردان | فرنگی مردان | آزاد زنان | آزاد زنان |
| رتبه | تیم        | امتیاز     | تیم         | امتیاز      | تیم       | امتیاز    |
| ---- | ---------- | ---------- | ----------- | ----------- | --------- | --------- |
| ۱    | ایران      | ۱۶۸        | ایران       | ۱۹۰         | ژاپن      | ۲۰۹       |
| ۲    | هند        | ۱۵۹        | ازبکستان    | ۱۴۶         | هند       | ۱۸۰       |
| ۳    | قزاقستان   | ۱۴۶        | قزاقستان    | ۱۳۶         | قزاقستان  | ۱۶۴       |
| ۴    | ژاپن       | ۱۴۰        | کره جنوبی   | ۱۳۰         | مغولستان  | ۱۴۳       |
| ۵    | قرقیزستان  | ۱۱۴        | هند         | ۱۲۷         | ازبکستان  | ۱۱۰       |
| ۶    | ازبکستان   | ۹۴         | قرقیزستان   | ۱۱۹         | قرقیزستان | ۵۱        |
| ۷    | مغولستان   | ۹۳         | ژاپن        | ۹۸          | کره جنوبی | ۵۱        |
| ۸    | تاجیکستان  | ۸۵         | تاجیکستان   | ۳۷          | ویتنام    | ۴۹        |
| ۹    | کره جنوبی  | ۵۷         | عراق        | ۳۳          | تایلند    | ۱۶        |
| ۱۰   | عراق       | ۲۴         | تایلند      | ۳۰          | تایوان    | ۱۶        |

## خلاصه مدال‌ها

### فرنگی مردان
| رویداد | طلا                           | نقره                          | برنز                             |
| ۵۵ ک‌گ  | پویا ناصرپور · ایران          | جسوربک اورتیبکوف · ازبکستان   | آروجان حالاکورکی · هند           |
| ۵۵ ک‌گ  | پویا ناصرپور · ایران          | جسوربک اورتیبکوف · ازبکستان   | خورلان ژاکانشا · قزاقستان        |
| ۶۰ ک‌گ  | کنیچیرو فومیتا · ژاپن         | ژولامان شارشنبکوف · قرقیزستان | اسلام‌جان بهرام‌اف · ازبکستان      |
| ۶۰ ک‌گ  | کنیچیرو فومیتا · ژاپن         | ژولامان شارشنبکوف · قرقیزستان | مهدی محسن‌نژاد · ایران            |
| ۶۳ ک‌گ  | المورات تاسمورادوف · ازبکستان | سونگ جین-سئوب · کرهٔ جنوبی     | مبین‌جان احمداف · تاجیکستان       |
| ۶۳ ک‌گ  | المورات تاسمورادوف · ازبکستان | سونگ جین-سئوب · کرهٔ جنوبی     | میثم دلخانی · ایران              |
| ۶۷ ک‌گ  | هان‌سو ریو · کرهٔ جنوبی         | محمود بخشیلوف · ازبکستان      | آشو بازارد · هند                 |
| ۶۷ ک‌گ  | هان‌سو ریو · کرهٔ جنوبی         | محمود بخشیلوف · ازبکستان      | حسین اسدی · ایران                |
| ۷۲ ک‌گ  | امین کاویانی‌نژاد · ایران      | ابراگیم ماگومادوف · قزاقستان  | روسلان تسارف · قرقیزستان         |
| ۷۲ ک‌گ  | امین کاویانی‌نژاد · ایران      | ابراگیم ماگومادوف · قزاقستان  | آدیتیا کوندو · هند               |
| ۷۷ ک‌گ  | تامرلان شادوکایف · قزاقستان   | پژمان پشتام · ایران           | حسین البیدهان · عراق             |
| ۷۷ ک‌گ  | تامرلان شادوکایف · قزاقستان   | پژمان پشتام · ایران           | رنات ایلیاز اولو · قرقیزستان     |
| ۸۲ ک‌گ  | مهدی ابراهیمی · ایران         | چوی جان-هیونگ · کرهٔ جنوبی     | جالگاسبای بردیموراتوف · ازبکستان |
| ۸۲ ک‌گ  | مهدی ابراهیمی · ایران         | چوی جان-هیونگ · کرهٔ جنوبی     | برنده نداشت                      |
| ۸۷ ک‌گ  | سونیل کومار · هند             | آزات سالیدینوف · قرقیزستان    | عظمت کاستوبایف · قزاقستان        |
| ۸۷ ک‌گ  | سونیل کومار · هند             | آزات سالیدینوف · قرقیزستان    | برنده نداشت                      |
| ۹۷ ک‌گ  | محمدهادی ساروی · ایران        | لی سی یول · کرهٔ جنوبی         | محمدعلی شمس‌الدین‌اف · ازبکستان    |
| ۹۷ ک‌گ  | محمدهادی ساروی · ایران        | لی سی یول · کرهٔ جنوبی         | هردیپ سینگ · هند                 |
| ۱۳۰ ک‌گ | امین میرزازاده · ایران        | کیم مین-سئوک · کرهٔ جنوبی      | رومن کیم · قرقیزستان             |
| ۱۳۰ ک‌گ | امین میرزازاده · ایران        | کیم مین-سئوک · کرهٔ جنوبی      | منصور سادادوکایف · قزاقستان      |

### آزاد زنان
| رویداد | طلا                         | نقره                             | برنز                              |
| ۵۰ ک‌گ  | میهو ابگاراشی · ژاپن        | نیرمالا دوی · هند                | والنتینا اسلاموا · قزاقستان       |
| ۵۰ ک‌گ  | میهو ابگاراشی · ژاپن        | نیرمالا دوی · هند                | داولتبیک یاخشیموراتوا · ازبکستان  |
| ۵۳ ک‌گ  | تاتیانا آمانژول · قزاقستان  | مایو موکایدا · ژاپن              | وینش فوگات · هند                  |
| ۵۳ ک‌گ  | تاتیانا آمانژول · قزاقستان  | مایو موکایدا · ژاپن              | آکتنجه کیونیمجائف · ازبکستان      |
| ۵۵ ک‌گ  | پینکی · هند                 | بولورمارگین دولگون · مغولستان    | مارینا زووا · قزاقستان            |
| ۵۵ ک‌گ  | پینکی · هند                 | بولورمارگین دولگون · مغولستان    | برنده نداشت                       |
| ۵۷ ک‌گ  | ریساکو کاوای · ژاپن         | ارخمبایاریان داواچیمگ · مغولستان | آنشو مالیک · هند                  |
| ۵۷ ک‌گ  | ریساکو کاوای · ژاپن         | ارخمبایاریان داواچیمگ · مغولستان | آلتینای ساتیلگان · قزاقستان       |
| ۵۹ ک‌گ  | ساریتا مور · هند            | آلتانت‌ستسجین باتستسگ · مغولستان  | مدینا بکبرجنوا · قزاقستان         |
| ۵۹ ک‌گ  | ساریتا مور · هند            | آلتانت‌ستسجین باتستسگ · مغولستان  | برنده نداشت                       |
| ۶۲ ک‌گ  | یوکاکو کووای · ژاپن         | آیائولیم کاسیمووا · قزاقستان     | پروجین نومین-اردنه · مغولستان     |
| ۶۲ ک‌گ  | یوکاکو کووای · ژاپن         | آیائولیم کاسیمووا · قزاقستان     | آیسولو تینیبکووا · قرقیزستان      |
| ۶۵ ک‌گ  | ناومی رویکه · ژاپن          | ساکشی مالک · هند                 | زوریگتین بولورتونگالاگ · مغولستان |
| ۶۵ ک‌گ  | ناومی رویکه · ژاپن          | ساکشی مالک · هند                 | برنده نداشت                       |
| ۶۸ ک‌گ  | دیویا کاکران · هند          | ناروها ماتسویوکی · ژاپن          | انخسایخانی دلگرما · مغولستان      |
| ۶۸ ک‌گ  | دیویا کاکران · هند          | ناروها ماتسویوکی · ژاپن          | برنده نداشت                       |
| ۷۲ ک‌گ  | جمیله باکبرگنووا · قزاقستان | می شیندو · ژاپن                  | گورشاران پریت کائور · هند         |
| ۷۲ ک‌گ  | جمیله باکبرگنووا · قزاقستان | می شیندو · ژاپن                  | برنده نداشت                       |
| ۷۶ ک‌گ  | هیرو سوزوکی · ژاپن          | آیپری مدت کیزی · قرقیزستان       | المیرا سیدیکووا · قزاقستان        |
| ۷۶ ک‌گ  | هیرو سوزوکی · ژاپن          | آیپری مدت کیزی · قرقیزستان       | برنده نداشت                       |